# Macron (diacritique)
Pour les articles homonymes, voir Macron.
Le macron ‹ ◌̄ › est un diacritique de plusieurs alphabets : latin, grec, cyrillique, copte, et rōmaji (méthodes Hepburn et Nippon-shiki). Il prend la forme d’une barre horizontale que l’on place le plus souvent au-dessus (suscrit) d’une voyelle. Son principal rôle est d’indiquer que le signe qui le porte reçoit une quantité vocalique longue. La voyelle longue ainsi constituée se différencie de la lettre écrite sans signe particulier considérée comme brève. Signe diacritique suscrit : ‹ ◌̆ ›.
Il est aussi utilisé pour modifier la valeur de certaines consonnes comme l̄, m̄, n̄, r̄, v̄, ȳ dans l’écriture de quelques langues, ou d’autres consonnes comme ḡ dans certaines translittérations.
Le macron se retrouve aussi au-dessous de certaines lettres modifiant ainsi leur son, où on l’appelle macron souscrit ou ligne souscrite.

## Utilisation

### Phonologie
Le couple macron ~ brève est d’un usage très fréquent en phonologie : c’est en effet un artifice philologique très ancien puisqu’on le fait remonter à l’époque byzantine, celle pendant laquelle les diacritiques de l'alphabet grec ont été rationalisés.

### Letton et lituanien
Le letton, par exemple, utilise le macron au-dessus des voyelles a, e, i et u pour former ā, ē, ī et ū tandis que le lituanien ne l’utilise qu’au-dessus du u.

### Français

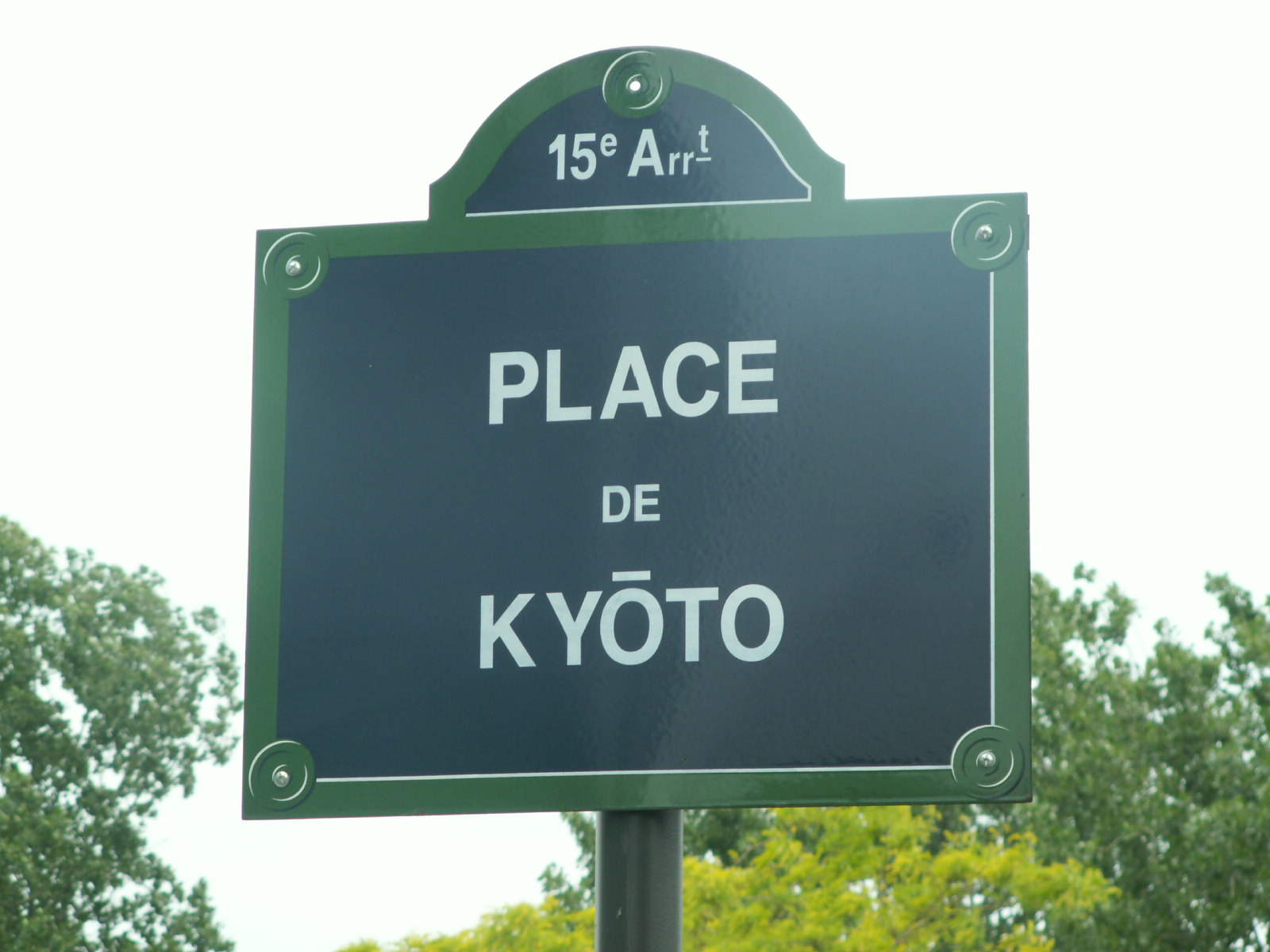
Plaque de la place de Kyōto à Paris : exemple d’utilisation du macron en français pour une transcription de terme étranger.

Le français n’utilise normalement pas de macron (sauf pour les transcriptions de termes étrangers, notamment arabes et japonais). Pour les transcriptions du japonais, la barre horizontale peut être remplacée par un accent circonflexe.
Cependant, la linguiste Nina Catach (1923-1997) a signalé en 1989, dans Les Délires de l’orthographe, un usage du macron dans la presse :

« Aujourd’hui je pose la question : avons-nous besoin de deux accents, l’aigu et le grave ? Notre presse imprimée, toujours à l’avant-garde, a résolu le problème (autre problème séculaire) des capitales non accentuées, et de l’aspect disgracieux des accents de guingois en travers des titres, par une procédure, sans bavures : un seul accent, horizontal, qu’on appelle couramment l’accent plat :
DEUX BUTS ENCAISSĒS
UN OUVRIER TUĒ
UN PIĒTON RENVERSĒ PAR SON FRĒRE. »

Puis, à propos du rapport de 1990 sur les rectifications orthographiques, Nina Catach constate que les élèves l’utilisent souvent dans leurs copies lorsqu’ils ont un doute quant au type d’accent à choisir, afin de ne pas avoir à se prononcer, et ainsi éviter d’être pénalisés en cas d’erreur. Cette pratique est appelée « neutralisation de l’accent », et une étude montre que son usage est courant chez les adultes également,.
En 1992, elle plaide pour le remplacement des accents grave et aigu par l’accent plat.
À ce sujet, le typographe Jean-Pierre Lacroux (1947-2002) commente en 1997 :

« les travaux historiques de Nina Catach sont certes remarquables, mais je suis loin de partager tous ses points de vue sur la situation actuelle et singulièrement pas, puisque c’est le sujet, son curieux penchant pour l’accent plat (qui pourrait remplacer l’aigu et le grave). »

Le linguiste Maurice Gross (1934-2001) recommande également en 1989 de remplacer les trois types d’accent (ainsi que le tréma) par cet accent plat, afin de réduire le surcoût de traitement pour l’informatique, par rapport à des langues comme l’anglais qui n’utilisent pas de diacritiques.

### Langues polynésiennes

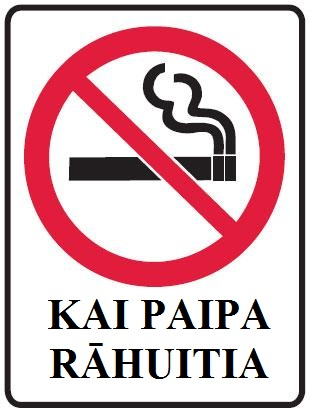
Panneau d'interdiction de fumer en maori de Nouvelle-Zélande.

Plusieurs langues polynésiennes, notamment le marquisien, le hawaïen, le samoan, le maori de Nouvelle-Zélande, le tahitien, le futunien, le wallisien et le tokelau, utilisent le macron pour indiquer une voyelle longue : ā, ē, ī, ō, ū.

### Latin
On utilise aussi le macron pour indiquer des nuances de prononciation en latin : la 1re déclinaison est aujourd’hui écrite, dans certains ouvrages scolaires, rosa au nominatif, rosā à l’ablatif, bien que le macron n'existât pas à l’époque romaine où l'on utilisait l'apex (accent aigu) pour indiquer les voyelles longues de la même manière qu'on utilise aujourd'hui le macron.

### Transcription Hepburn

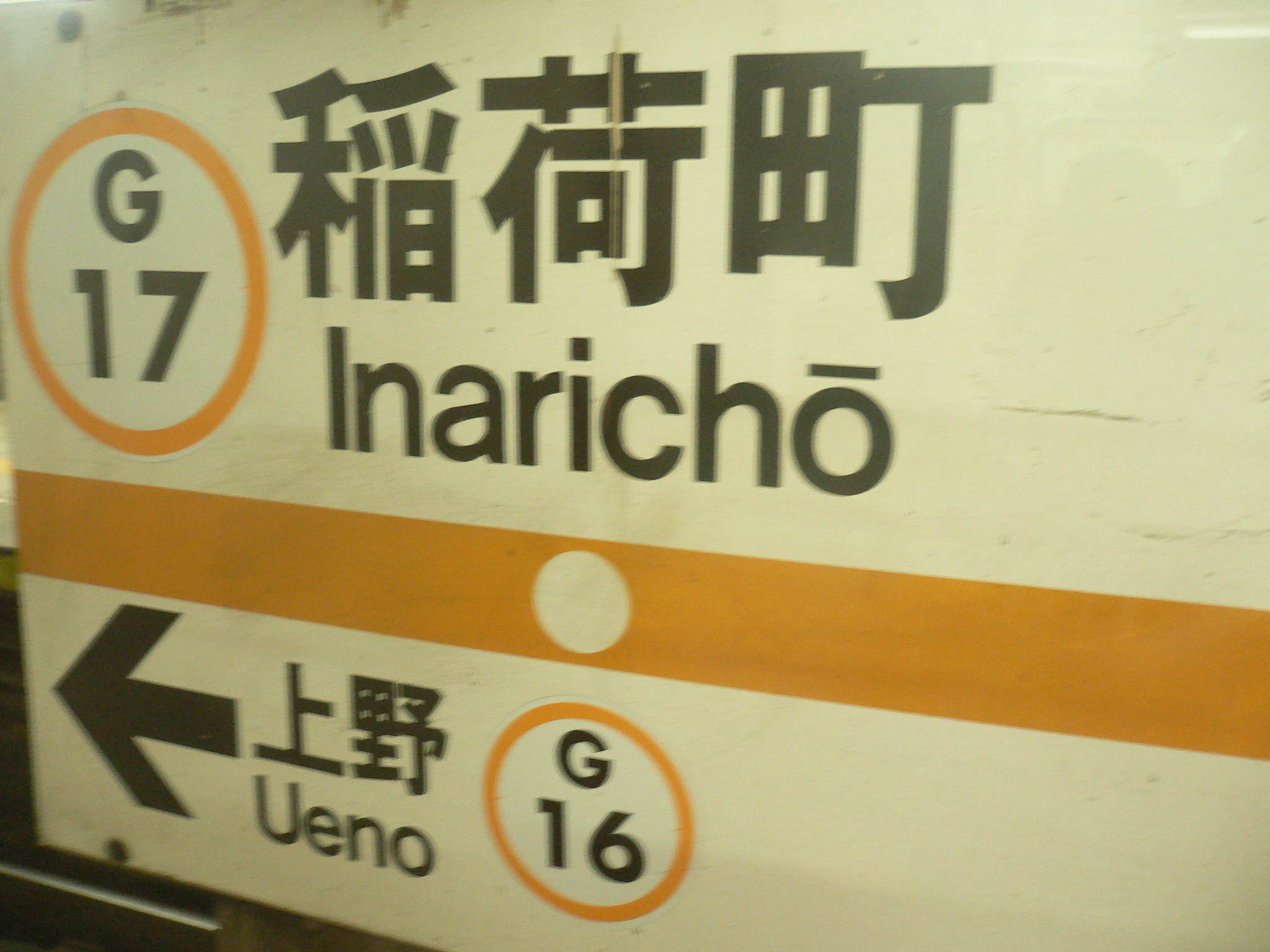
Un panneau de la station de du métro de Tōkyō en kanji et en rōmaji suivant la transcription Hepburn.

En japonais, le macron est employé pour donner des nuances de prononciation à partir d’alphabets autres que latin : la méthode Hepburn utilise le macron pour représenter les voyelles longues, par exemple dans Tōkyō. Le macron est parfois remplacé par un accent circonflexe par contrainte typographique ou tout simplement omis,. La recommandation officielle japonaise Kunrei, instituée dans la norme ISO 3602:1989 comme norme internationale de transcription pour le japonais, utilise l’accent circonflexe et non pas le macron.
La transcription Hepburn avec macron est la norme la plus utilisée en dehors du Japon,,. Elle est aussi utilisée au Japon, notamment dans les transports et dans certaines universités.
Le macron est aussi largement utilisé pour la transcription du japonais dans les publications francophones comme certaines encyclopédies,, des atlas,,,, des dictionnaires de noms propres,,, des guides touristiques ou de nombreux livres, et revues, spécialisées sur le Japon.

### Transcription du chinois
Le macron est utilisé en hanyu pinyin pour marquer le premier ton (haut et long) : ā, ō, ē, ī, ū, ǖ.

### Alphabet copte
En copte saʿidique,  le macron sur une lettre de consonne indique la syllabicité de cette consonne, par exemple ⲛ̄ⲧⲛ̄ⲧⲙⲛ̄ⲧⲉⲓⲱⲧ indique la division syllabique ⲛ-ⲧⲛ-ⲧⲙⲛⲧ-ⲉⲓⲱⲧ.

## Codage
Le macron a différents codages :
- le macron (U+00AF, Ā) : « ¯ » ;
- la lettre modificative macron (U+02C9, ˉ) : « ˉ » ;
- la lettre modificative macron bas (U+02CD, ˍ) : « ˍ » ;
- le diacritique macron (U+0304, ̄) combinable avec une lettre, par exemple « ɛ̄ » ;
- le diacritique macron souscrit (U+0331, ̱) combinable avec une lettre, par exemple « o̱ » ;
- le diacritique double macron (U+035E, ͞) combinable entre deux lettres, par exemple « o͞o » ;
- le diacritique double macron souscrit (U+035F, ͟) combinable entre deux lettres, par exemple « o͟o » ;
- le diacritique macron-aigu « ᷄ » (U+1DC4) ;
- le diacritique grave-macron « ᷅ » (U+1DC5) ;
- le diacritique macron-grave « ᷆ » (U+1DC6) ;
- le diacritique aigu-macron « ᷇ » (U+1DC7) ;
- le diacritique brève-macron « ᷋ » (U+1DCB) ;
- le diacritique macron-brève « ᷌ » (U+1DCC) ;
- le diacritique moitié gauche de macron « ︤ » (U+FE24) ;
- le diacritique moitié droite de macron « ︥ » (U+FE25) ;
- le diacritique conjoining macron « ︦ » (U+FE26) ;
- le macron pleine chasse « ￣ » (U+FFE3).

Voici la liste des lettres latines, grecques et cyrilliques pour lesquelles il existe une version précomposée avec macron dans la norme Unicode, en minuscule et majuscule, avec leur codage HTML.
| Lettres majuscules  | Lettres majuscules | Lettres majuscules | Lettres majuscules | Lettres minuscules | Lettres minuscules | Lettres minuscules | Lettres minuscules | Combinaison    |
| Sans                | Avec               | Unicode            | HTML               | Sans               | Avec               | Unicode            | HTML               | Combinaison    |
| ------------------- | ------------------ | ------------------ | ------------------ | ------------------ | ------------------ | ------------------ | ------------------ | -------------- |
| Alphabet cyrillique |                    |                    |                    |                    |                    |                    |                    |                |
| И                   | Ӣ                  | U+04E2             | &#1262;            | и                  | ӣ                  | U+04E3             | &#1262;            | aucune         |
| У                   | Ӯ                  | U+04EE             | &#1262;            | у                  | ӯ                  | U+04EF             | &#1263;            | aucune         |
| Alphabet grec       |                    |                    |                    |                    |                    |                    |                    |                |
| Α                   | Ᾱ                  | U+1FB9             | &#8121;            | α                  | ᾱ                  | U+1FB1             | &#8113;            | aucune         |
| Ι                   | Ῑ                  | U+1FD9             | &#8153;            | ι                  | ῑ                  | U+1FD1             | &#8145;            | aucune         |
| Υ                   | Ῡ                  | U+1FE9             | &#8169;            | υ                  | ῡ                  | U+1FE1             | &#8161;            | aucune         |
| Alphabet latin      |                    |                    |                    |                    |                    |                    |                    |                |
| A                   | Ā                  | U+0100             | &#0256;            | a                  | ā                  | U+0101             | &#0257;            | aucune         |
| A                   | Ǟ                  | U+01DE             | &#0478;            | a                  | ǟ                  | U+01DF             | &#0479;            | tréma          |
| A                   | Ǡ                  | U+01E0             | &#0480;            | a                  | ǡ                  | U+01E1             | &#0481;            | point suscrit  |
| Æ                   | Ǣ                  | U+01E2             | &#0482;            | æ                  | ǣ                  | U+01E3             | &#0483;            | aucune         |
| B                   | Ḇ                  | U+1E06             | &#7686;            | b                  | ḇ                  | U+1E07             | &#7687;            | aucune         |
| D                   | Ḏ                  | U+1E0E             | &#7694;            | d                  | ḏ                  | U+1E0F             | &#7695;            | aucune         |
| E                   | Ē                  | U+0112             | &#0274;            | e                  | ē                  | U+0113             | &#0275;            | aucune         |
| E                   | Ḕ                  | U+1E14             | &#7700;            | e                  | ḕ                  | U+1E15             | &#7701;            | accent grave   |
| E                   | Ḗ                  | U+1E16             | &#7702;            | e                  | ḗ                  | U+1E17             | &#7703;            | accent aigu    |
| G                   | Ḡ                  | U+1E20             | &#7712;            | g                  | ḡ                  | U+1E21             | &#7713;            | aucune         |
| I                   | Ī                  | U+012A             | &#0298;            | i                  | ī                  | U+012B             | &#0299;            | aucune         |
| K                   | Ḵ                  | U+1E3A             | &#7738;            | k                  | ḵ                  | U+1E3B             | &#7739;            | aucune         |
| L                   | Ḹ                  | U+1E38             | &#7736;            | l                  | ḹ                  | U+1E39             | &#7737;            | point souscrit |
| N                   | Ṉ                  | U+1E48             | &#7752;            | n                  | ṉ                  | U+1E49             | &#7753;            | aucune         |
| O                   | Ō                  | U+014C             | &#0332;            | o                  | ō                  | U+014D             | &#0333;            | aucune         |
| O                   | Ȫ                  | U+022A             | &#0554;            | o                  | ȫ                  | U+022B             | &#0555;            | tréma          |
| O                   | Ȭ                  | U+022C             | &#0556;            | o                  | ȭ                  | U+022D             | &#0557;            | tilde          |
| O                   | Ȱ                  | U+0230             | &#0558;            | o                  | ȱ                  | U+0231             | &#0559;            | point suscrit  |
| O                   | Ṑ                  | U+1E50             | &#7760;            | o                  | ṑ                  | U+1E51             | &#7761;            | accent grave   |
| O                   | Ṓ                  | U+1E52             | &#7762;            | o                  | ṓ                  | U+1E53             | &#7763;            | accent aigu    |
| O                   | Ǭ                  | U+01EC             | &#0492;            | o                  | ǭ                  | U+01ED             | &#0493;            | ogonek         |
| R                   | Ṝ                  | U+1E5C             | &#7772;            | r                  | ṝ                  | U+1E5D             | &#7773;            | point souscrit |
| R                   | Ṟ                  | U+1E5E             | &#7774;            | r                  | ṟ                  | U+1E5F             | &#7775;            | aucune         |
| T                   | Ṯ                  | U+1E6E             | &#7790;            | t                  | ṯ                  | U+1E6F             | &#7791;            | aucune         |
| U                   | Ū                  | U+016A             | &#0362;            | u                  | ū                  | U+016B             | &#0363;            | aucune         |
| U                   | Ǖ                  | U+01D5             | &#0469;            | u                  | ǖ                  | U+01D6             | &#0470;            | tréma          |
| U                   | Ṻ                  | U+1E7A             | &#7802;            | u                  | ṻ                  | U+1E7B             | &#7803;            | tréma          |
| Y                   | Ȳ                  | U+0232             | &#0562;            | y                  | ȳ                  | U+0233             | &#0563;            | aucune         |
| Z                   | Ẕ                  | U+1E94             | &#7828;            | z                  | ẕ                  | U+1E95             | &#7829;            | aucune         |

### Écrire un macron
Sur un clavier d'ordinateur, une touche morte (macron mort) peut servir à obtenir les caractères diacrités d’un macron.
Sur les versions 10.3 et 10.4 de Mac OS X, il convient de sélectionner la méthode de saisie « clavier américain étendu », de taper « option » + « A » et de compléter par la lettre à accentuer (en prenant garde au fait que le clavier est considéré comme étant QWERTY). Le caractère particulier ǖ s'obtient en tapant « option » + « A », suivi de « V ».
Sur les systèmes utilisant X11, une lettre accentuée d'un macron peut s’obtenir grâce à la touche « Compose » puis « _ » puis la lettre à accentuer ou si le système utilise la disposition fr-oss (française alternative) en appuyant sur les touches « Alt Gr » + « Maj » + « * » puis en appuyant sur la lettre à accentuer.
En LaTeX, le macron s'obtient par l'instruction \=, par exemple \={a} ou \=a pour obtenir ā.
En Bépo, le macron s'obtient avec les touches « Alt Gr » + « m » (ou « Alt » + « m » sur Mac).